# 虛宿增四
小馬座ε，又名BD+03 4473，HD 199766、SAO 126428、HR 8034，是小馬座的一颗恒星，视星等为5.23，位于銀經52.87，銀緯-25.78，其B1900.0坐标为赤經20h 54m 4.6s，赤緯+3° -25.78′ 36″。